# Pružatelj internetskih usluga
Pružatelj internetskih usluga (engl. Internet Service Provider, skraćeno ISP) tvrtka je koja svojim korisnicima pruža uslugu pristupa internetu.

### Poveznice
- Dodatak:Popis pružatelja internetskih usluga u Hrvatskoj